# Nation crie de Tataskweyak
La Nation crie de Tataskweyak, dont le nom officiel est Tataskweyak Cree Nation en anglais, (ᑕᑕᐢᑿᔭᕽ ou tataskwayak en cri) est une Première Nation au Manitoba au Canada. Sa principale communauté est Split Lake.

## Géographie
La Nation crie de Tataskweyak possède trois réserves au Manitoba dont la plus grande et la plus populeuse est Split Lake 171 située à 104 km au nord-est de Thompson dans le système hydrologique du fleuve Nelson,. Bien que la communauté soit isolée, elle est reliée à Thompson via la route provinciale 280 (en).
| Réserve         | Superficie (hectares) |
| --------------- | --------------------- |
| Split Lake 171  | 15 928,4              |
| Split Lake 171A | 2 990,7               |
| Split Lake 171B | 135,6                 |

## Démographie
Les membres de la Nation crie de Tataskweyak sont des Cris. En janvier 2022, la bande avait une population inscrite totale de 4 050 membres dont 1 584 vivaient hors réserve.

## Gouvernance
La Nation crie de Tataskweyak est affiliée au conseil tribal de Keewatin.

## Annexe